# دریاچه کوژوزرو
دریاچه کوژوزرو (روسی: Кожозеро) یک دریاچه در  استان آرخانگلسک کشور روسیه است.

نمایی از حوضه رود اونگا